# Indonesia ai Giochi della XXV Olimpiade
L'Indonesia partecipò ai Giochi della XXV Olimpiade, svoltisi a Barcellona, Spagna, dal 25 luglio al 9 agosto 1992, con una delegazione di 42 atleti impegnati in dieci discipline.